# Олійник Іван Леонтійович
Іва́н Лео́нтійович Олі́йник (1919—1968) — радянський військовик. Герой Радянського Союзу (1944); учасник Другої світової війни.

## З життєпису
Народився 1919 року в селі Білоконі Полтавської області. Після закінчення Полтавського залізничного училища працював за фахом. В армії від 1939 року. Закінчив Харківське училище прикордонних військ НКВС СРСР (1941).
На фронті від 1941 року. Відзначився у жовтні 1944-го — перебував на посаді заступника командира батальйону 453-го стрілецького полку 78-ї стрілецької дивізії під час форсування річки Тиса на території Угорщини.
Після війни продовжив службу в армії. Закінчив курси удосконалення командного складу (1945), Військову академію ім. М. Фрунзе (1955). Від 1960 року — підполковник у запасі.
Жив і працював у Мінську. Помер 1968 року в місті Мінськ.

## Нагороди
- Герой Радянського Союзу (1944)
- У місті Решетилівка Полтавської області йому встановлено пам'ятний знак